# 诺伊恩代希
诺伊恩代希（意为“新堤”）是德国石勒苏益格－荷尔斯泰因州的一个市镇。总面积8.54平方公里，总人口526人，其中男性243人，女性283人（2011年12月31日），人口密度62人/平方公里。